# The Marvelettes
The Marvelettes, tjejgrupp bildad 1960 i Inkster, Michigan, USA. De är främst kända för låten "Please Mr. Postman", vilken också var skivbolaget Motowns första billboardetta.

## Medlemmar
- Gladys Horton (f. Gladys Catherine Horton 30 maj 1940 i Gainesville, Florida – d. 26 januari 2011 i Sherman Oaks, Kalifornien) (1958–1967, 1989–1990)
- Georgeanna Marie Tillman (f. 6 februari 1943 i Inkster, Michigan – d. 6 januari 1980 i Inkster) (1958–1965)
- Wanda Young (f. 9 augusti 1943 i Inkster) (1961–1972, 1989–1990)
- Katherine Anderson (f. Katherine Elaine Anderson 16 januari 1944 i Ann Arbor, Michigan) (1958–1970)
- Juanita Cowart (1958–1963)
- Ann Bogan (1967–1970)
- Georgia Dobbins (1958–1960)
- Jeanette McClafin (1959–1960)
- Juanita McClafin (1959–1960)
- Rosemary Wells (1959–1960)
- Echo Johnson (1989)
- Jean McLain (1989)
- Jackie Holleman (1990)
- Regina Holleman (1990)

## Diskografi
Album
- Please Mr. Postman (1961)
- The Marvelettes Sing (1962)
- Playboy (1962)
- The Marvelous Marvelettes (1963)
- The Marvelettes Recorded Live On Stage (1963)
- The Marvelettes Greatest Hits (1966)
- The Marvelettes (1967)
- Sophisticated Soul (1968)
- In Full Bloom (1969)
- Return of the Marvelettes (1970)
- The Marvelettes Anthology (1975)
- Best of The Marvelettes (1975)

Singlar (topp 50 på Billboard Hot 100)
- "Please Mr. Postman" / "So Long Baby" (1961) (#1)
- "Twistin' Postman" / "I Want a Guy" (1961) (#34)
- "Playboy" / "All the Love I've Go" (1962) (#7)
- "Beechwood 4-5789" / "Someday Someway" (1962) (#17)
- "Strange I Know" / "Too Strong to Be Strung Along" (1962)	(#49)
- "Locking Up My Heart" / "Forever" (1963) (#44)
- "As Long as I Know He's Mine" / "Little Girl Blue" (1963) (#47)
- "You're My Remedy" / "A Little Bit of Sympathy, a Little Bit of Love" (1964) (#48)
- "Too Many Fish in the Sea" / "A Need for Love" (1964) (#25)
- "I'll Keep Holding On" / "No Time for Tears" (1965) (#34)
- "Don't Mess with Bill" / "Anything You Wanna Do" (1966) (#7)
- "You're the One" / "Paper Boy" (1966) (#48	)
- "The Hunter Gets Captured by the Game" / "I Think I Can Change You" (1967) (#13)
- "When You're Young and in Love" / "The Day You Take One, You Have to Take the Other" (1967) (#23)
- "My Baby Must Be a Magician" (med Melvin Franklin) / "I Need Someone" (1968) (#17)
- "Here I am Baby" / "Keep Off, No Trespassing" (1968) (#44)